# Angus (Texas)
Angus város az USA Texas államában, Navarro megyében. Lakosainak száma 444 fő (2020. április 1.).

## Népesség
A település népességének változása:

| 2010 | 414 |
| 2020 | 444 |